# Theope punctipennis
Theope punctipennis är en fjärilsart som beskrevs av Bates 1868. Theope punctipennis ingår i släktet Theope och familjen Riodinidae. Inga underarter finns listade i Catalogue of Life.